# Siarczek selenu
Siarczek selenu (łac. selenii disulfidum) – nieorganiczny związek chemiczny z grupy siarczków. Stosowany jest w leczeniu łupieżu, łojotokowym zapaleniu skóry oraz łupieżu pstrym.

## Mechanizm działania
Siarczek selenu ma działanie cytostatyczne na komórki naskórka oraz mieszki włosowe, a także działanie przeciwgrzybicze i przeciwbakteryjne.

## Zastosowanie
- łupież[6][9]
- łojotokowe zapalenie skóry[6][9]
- łupież pstry[6]

Skuteczność szamponu zawierającego 1% roztworu siarczku selenu (Selsun Blue) w leczeniu łupieżu została potwierdzona w badaniu klinicznym.
Siarczek selenu znajduje się na wzorcowej liście podstawowych leków Światowej Organizacji Zdrowia (WHO Model Lists of Essential Medicines) (2017).
Siarczek selenu nie jest zarejestrowany jako lek w Polsce (2018), natomiast jest stosowany jako składnik szamponów.

## Działania niepożądane
Może powodować następujące działania niepożądane: podrażnienie skóry głowy, pęcherze szczególnie w przypadku stosowania dłuższego niż zalecane, przejściowe zwiększone wypadanie włosów, przesuszanie lub przetłuszczanie włosów, odbarwienie włosów, wysypkę oraz pokrzywkę.

## Struktura
Wbrew stosowanej nazwie, siarczek selenu wykorzystywany komercyjnie w medycynie czy kosmetykach nie jest czystym związkiem chemicznym o wzorze SeS
2, a stanowi mieszaninę różnych związków, której przybliżony skład można opisać takim wzorem. W stanie stałym siarka i selen tworzą cykliczne, zazwyczaj ośmioczłonowe cząsteczki o wzorze ogólnym Se
nS
8−n, przy czym możliwe są również struktury cykliczne złożone z mniejszej lub większej liczby atomów. Skład produktów komercyjnych opisywany jest przeważnie w literaturze jako mieszanina monosiarczku selenu (SeS) i różnych cyklicznych związków selenu z siarką.